# Prefectura apostólica de Tunxi
La prefectura apostólica de Tunxi o de Tunki (en latín: Praefectura Apostolica Tunkiensis y en chino: 天主教屯溪监牧区) es una circunscripción eclesiástica de la Iglesia católica en China. Se trata de una prefectura apostólica latina, inmediatamente sujeta a la Santa Sede. Desde el 3 de mayo de 2006 es administrada por el obispo Joseph Liu Xinhong de la diócesis patriótica de Anhui, aunque para el Anuario Pontificio está vacante desde el 24 de enero de 1954. La Asociación Patriótica Católica China suprimió la prefectura apostólica en 1997 al fusionarla con la arquidiócesis de Anqing, que en 2001 fue a su vez fusionada con las diócesis de Bengbu y Wuhu para erigir sin asentimiento de la Santa Sede la diócesis de Anhui.

## Territorio y organización
La prefectura apostólica tiene 12 000 km² y extiende su jurisdicción sobre los fieles católicos de rito latino residentes en la parte sur de la provincia de Anhui.
La sede de la nueva diócesis patriótica de Anhui se encuentra en la ciudad de Hefei, en donde se halla la Catedral de Santo Tomás, mientras que en el distrito de Tunxi de la ciudad de Huangshan (antes llamada Huizhou) se encuentra la excatedral de Nuestra Señora del Sagrado Corazón, que era sede de la prefectura apostólica reconocida por la Santa Sede.
En 1950 en la prefectura apostólica existían 7 parroquias.

## Historia
La prefectura apostólica de Tunxi fue erigida el 22 de febrero de 1937 con la bula Supremum Nostrum del papa Pío XI, obteniendo el territorio del vicariato apostólico de Wuhu (hoy diócesis de Wuhu). La jurisdicción incluye Tunxi, Xiuning, Qimen, Jixi, Shexian, Yixian y Wuyuan.
El 29 de abril de 1949 el área de Tunxi fue ocupada por el Partido Comunista de China, que se impuso en la guerra civil y proclamó la República Popular China el 1 de octubre de 1949. En 1951 China comunista y la Santa Sede rompieron relaciones diplomáticas, reconociendo la Santa Sede a la República de China en Taiwán como el legítimo gobierno chino. En 1952 el gobierno comunista chino expulsó al presbítero español José Fogued y Gil y a otros misioneros extranjeros.
La Asociación Patriótica Católica China fue creada con el apoyo de la Oficina de Asuntos Religiosos de la República Popular de China en 1957, con el objetivo de controlar las actividades de los católicos en China. Su nombre público es Iglesia católica china y es referida como la "Iglesia oficial" en contraposición a la "Iglesia subterránea" o "Iglesia clandestina" leal a la Santa Sede.
En el período de 1966 a 1976 la Revolución Cultural se ensañó especialmente contra la religión, destruyéndose numerosas iglesias y el resto fueron ocupadas, el clero fue obligado a trabajar en otras tareas y las actividades religiosas fueron completamente prohibidas. En la década de 1980 las iglesias católicas ocupadas fueron devueltas gradualmente.
La Asociación Patriótica Católica China suprimió la prefectura apostólica en 1997 al fusionarla con la arquidiócesis de Anqing, que fue reducida a diócesis. El 3 de julio de 2001 Asociación Patriótica Católica China unificó las tres diócesis (Anqing, Wuhu y Bengbu) en una única correspondiente al territorio de la provincia de Anhui, y llamó al nuevo distrito diócesis de Anhui, con sede en la capital provincial, Hefei. El obispo de Anhui, Joseph Zhu Huayu, nunca fue reconocido por la Santa Sede y murió el 26 de febrero de 2005.
El 22 de septiembre de 2018 se firmó en Pekín el Acuerdo provisional entre la Santa Sede y la República Popular de China sobre el nombramiento de los obispos. El 22 de octubre de 2020 el acuerdo fue prorrogado por otros dos años y en octubre de 2022 por otros dos años más.
Debido a la situación particular de la Iglesia católica en China, la Santa Sede no nombra obispos para las diócesis chinas, que son sedes oficialmente vacantes incluso en presencia de obispos reconocidos por Roma.

## Estadísticas
Según el Anuario Pontificio 2002 la prefectura apostólica tenía a fines de 1950 un total de 1918 fieles bautizados.
| Año                                                                             | Población            | Población | Población      | Sacerdotes | Sacerdotes    | Sacerdotes    | Bautizados por sacerdote | Diáconos permanentes | Religiosos | Religiosos | Parroquias |
| Año                                                                             | Bautizados católicos | Total     | % de católicos | Total      | Clero secular | Clero regular | Bautizados por sacerdote | Diáconos permanentes | Varones    | Mujeres    | Parroquias |
| ------------------------------------------------------------------------------- | -------------------- | --------- | -------------- | ---------- | ------------- | ------------- | ------------------------ | -------------------- | ---------- | ---------- | ---------- |
| 1950                                                                            | 1918                 | 1 000     | 0.2            | 11         |               | 11            | 174                      |                      |            |            | 7          |
| Fuente: Catholic-Hierarchy, que a su vez toma los datos del Anuario Pontificio. |                      |           |                |            |               |               |                          |                      |            |            |            |

## Episcopologio
- Presbítero José Fogued y Gil, C.M.F. † (24 de abril de 1937-24 de enero de 1954 falleció)
  - Sede vacante
  - Joseph Zhu Huayu † (2001-26 de febrero de 2005 falleció) (obispo de Anhui)[nota 1]
  - Joseph Liu Xinhong, consagrado el 3 de mayo de 2006 (obispo de Anhui)